# Fenomenul Petrozavodsk

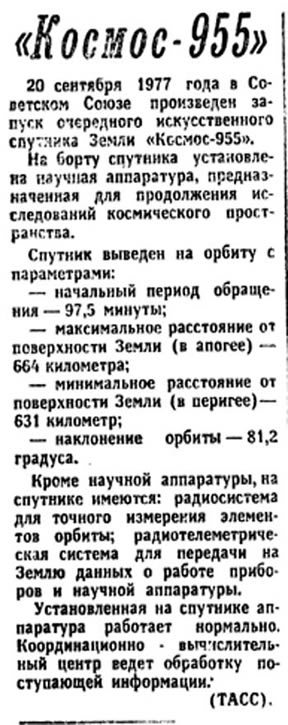
Cosmos-955, TASS

Fenomenul Petrozavodsk a fost o serie de evenimente cerești de natură disputată care au avut loc la data de 20 septembrie 1977. Observațiile raportate au avut loc într-un teritoriu vast de la Copenhaga și Helsinki și de la vestul Vladivostokului la est. Fenomenul este denumit după orașul Petrozavodsk din Rusia (atunci în Uniunea Sovietică), unde un obiect necunoscut descris ca  o „meduză luminoasa” a împroșcat orașul cu numeroase raze, eveniment care a fost relatat pe larg în presa sovietică. Fenomenul a coincis cu lansarea satelitului Cosmos-955, de la baza Plesetk.
Fenomenul de la Petrozavodsk uneori este denumit incidentul Petrozavodsk sau miracolul de la Petrozavodsk. Expresia "obiect zburător neidentificat", în Uniunea Sovietică, a fost înlocuit cu termenul de "fenomen anormal" în cercetarea științifică.